# アールワイフードサービス
株式会社アールワイフードサービスは、かつて存在した冷凍食品卸を主業務とする会社。株式会社菱食の関連会社。

## 概説
主要株主は菱食（54.9%）、ニチレイ（37.2%→14.7%）のほか大手食品メーカーなど。年間売上高は約3,000億円と冷凍食品卸のトップ企業｡
大丸ピーコックと一食完結型のキット商品「グルメ・ビズ」を共同開発し、2005年9月21日に発売。都市生活者向けの商品で、簡便さのほか、簡単な調理をすることによる「満足感・充実感」も視野にいれたもの。
個人経営の飲食店を対象とした業務用食材を配送するサービス「RYQUE（リクエ）」を2005年10月25日からスタート。約1500品目。当面、都内の一部のみが対象。

## 沿革
- 2003年1月 - 株式会社菱食より外食・低温食品事業部門を分社化し、株式会社リョーショクフードサービスを設立。
- 2003年10月 - 株式会社リョーショクフードサービスと株式会社ユキワが合併、同時に株式会社アールワイフードサービスに商号変更。
- 2006年10月1日 - 株式会社菱食を存続会社として吸収合併され、消滅会社として解散。